# Wokingham
Wokingham – miasto i civil parish w Wielkiej Brytanii, w Anglii, w hrabstwie Berkshire, w dystrykcie (unitary authority) Wokingham. W 2011 civil parish liczyła 30 690 mieszkańców.

## Osoby związane z Wokingham
- Nicholas Hoult – brytyjski aktor, znany m.in. z ról w takich filmach jak Był sobie chłopiec czy Tolkien, urodził się w Wokingham[3].

## Miasta partnerskie
- Viry-Châtillon
- Erftstadt